# Weidemolen

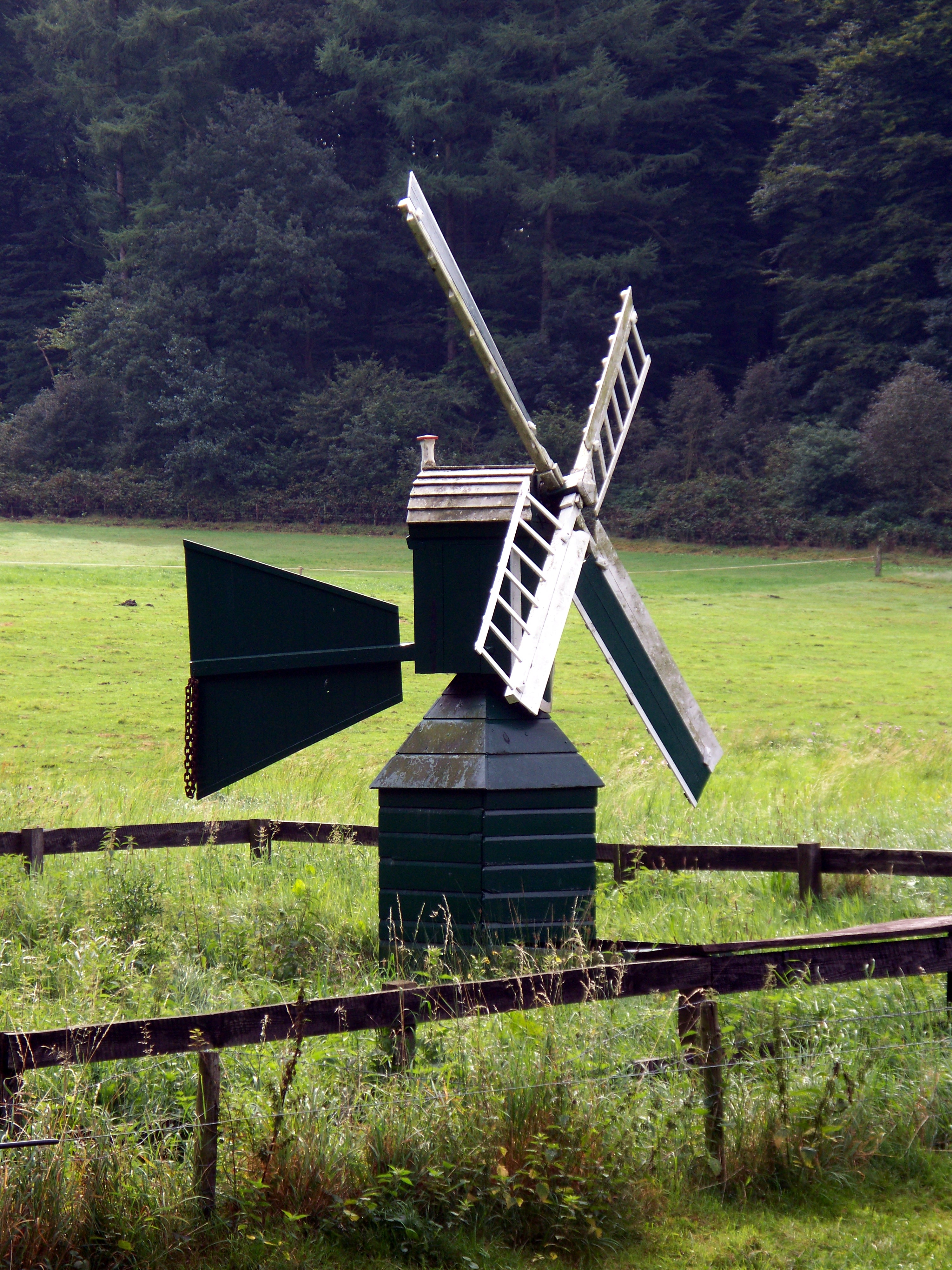
Weidemolen

Als Weidemolen (deutsch „Weidenmühle“) bezeichnet man im Niederländischen kleine Windmühlen, die nur wenige Meter hoch sind und zum Entwässern der Polder eingesetzt wurden. Sie befanden sich wie die Spinnenkopfmühlen und Fluttermühlen im Besitz von Bauern.
Vom Aufbau her ist sie eine Sonderform der Kokerwindmühle. Charakteristisch ist, dass die Mühlenachse („Hausbaum“) aus zwei Teilen besteht, die durch eine Kupplung miteinander verbunden sind. Der untere Teil der Achse muss regelmäßig ersetzt werden, weil er teilweise im Wasser steht, weswegen man die Achse teilte, um sie nicht immer komplett ersetzen zu müssen.
Eine Weidenmühle braucht fast keine Bedienung, weil ihre große Windfahne an der Hinterseite des drehbaren Kopfes dafür sorgt, dass sie sich von selbst in den günstigen Wind richtet. Die Windfahne steht links von der Mitte. So wird vermieden, dass die Windrichtungsnachführung ausschließlich rechtsherum geschieht.
Weidenmühlen finden sich vor allem in den niederländischen Provinzen Noord- und Zuid-Holland, in Gelderland sind nur noch einzelne Exemplare zu sehen.
Um das Wasser anzuheben, wird bei der Weidemolen eine Kreiselpumpe angewendet.

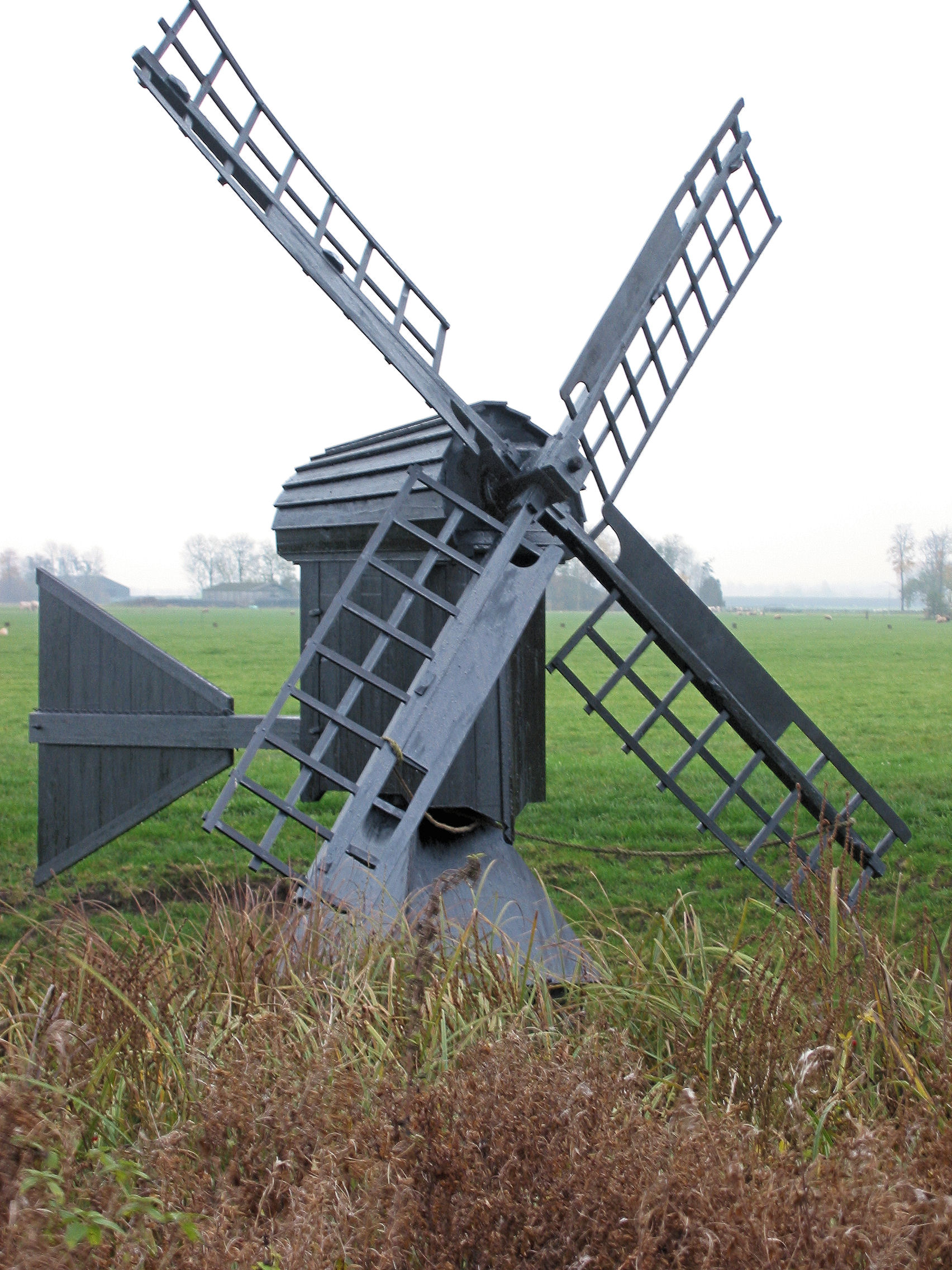
't Veertje
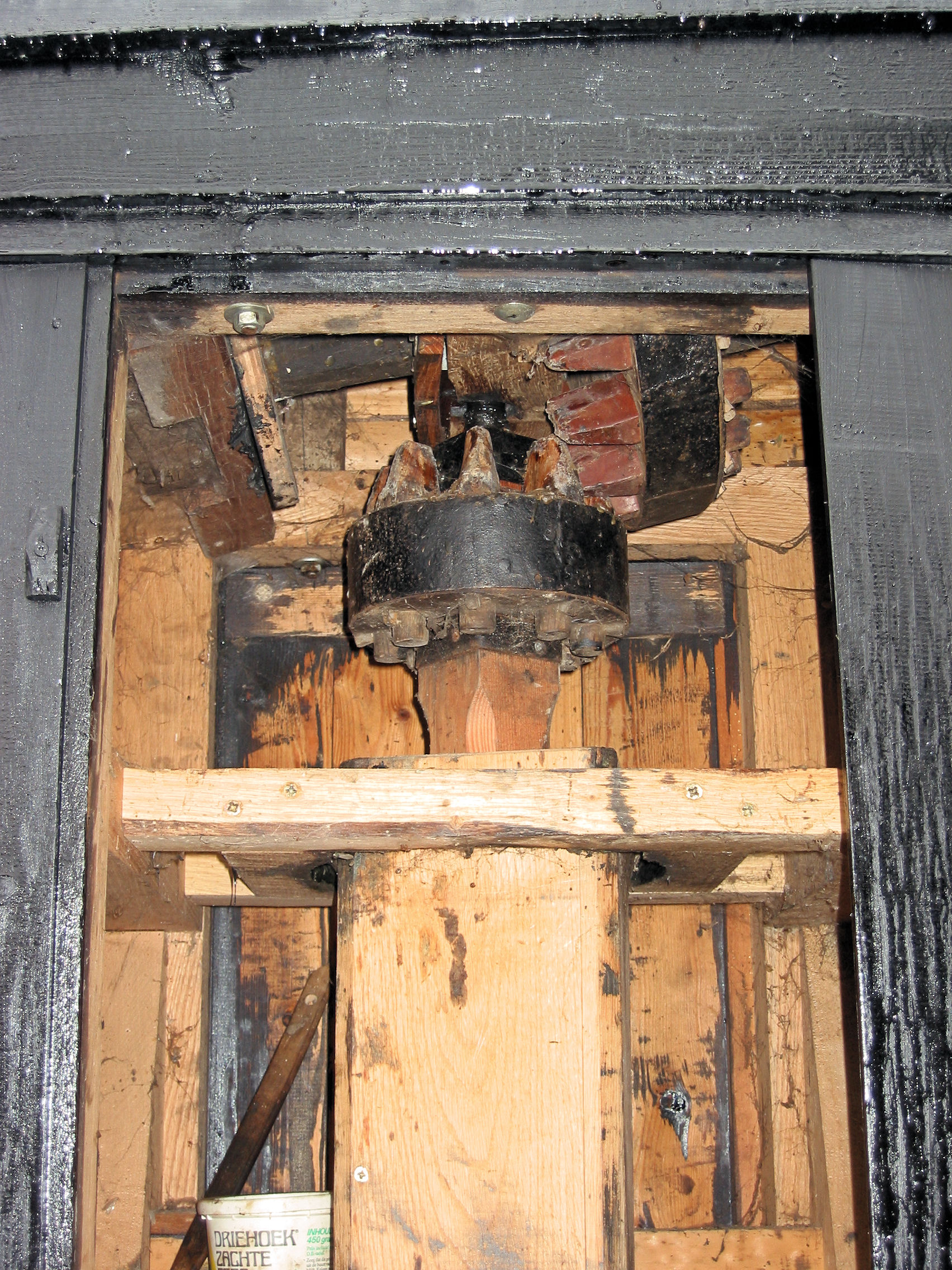
Oberer Hausbaum mit Kronrad und Kammrad von 't Veertje
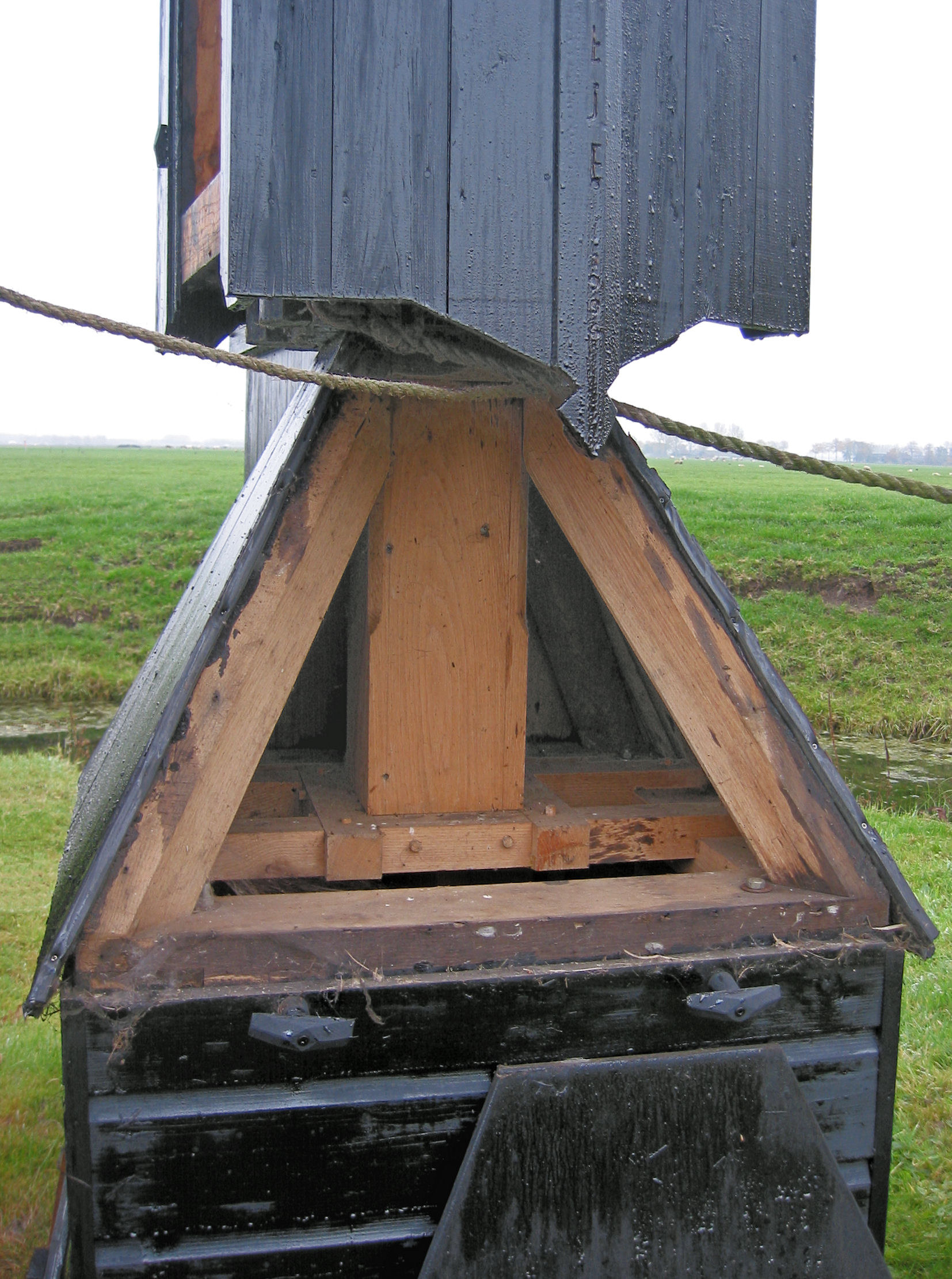
Mühlensockel von 't Veertje